# Lejonvakten
Lejonvakten (engelska: The Lion Guard) är en amerikansk animerad TV-serie utvecklad av Ford Riley och baserad på Disneys Lejonkungen från 1994. Serien sändes först med en TV-film med titeln Lejonvakten: Ryter igen på Disney Channel den 22 november 2015 och började visas som en TV-serie den 15 januari 2016 på Disney Junior och Disney Channel. Det är den andra TV-serien som bygger på Lejonkungen, den första var Timon och Pumbaa. Lejonvakten är en uppföljare till Lejonkungen och äger rum under tidsgapet i filmen Lejonkungen II: Simbas skatt från 1998.

## Original-röstskådespelare
- Max Charles - Kion
- Joshua Rush - Bunga
- Diamond White - Fuli
- Atticus Shaffer - Ono
- Dusan Brown - Beshte
- Bryana Salaz - Anga

### Fotnoter
1. 1 2  Disney Junior’s "The Lion Guard" Premieres Friday, January 15, 2016 (på engelska), Disney Junior, 9 december 2015, läs online och läs online.[källa från Wikidata]